# Засоби масової інформації Того
Засоби масової інформації Того включають радіо, телебачення, онлайнові та друковані видання. Тоголезьке агентство преси було засноване в 1975 році. Асоціація незалежних журналістів Того має штаб-квартиру в Ломе.

## Газети й журнали
- Carrefour[2]
- Le Combat du Peuple[2]
- Le Crocodile[2]
- Forum de la Semaine[3]
- Liberté[3]
- Motion d’Information[2]
- Le Regard[2]
- Togo-Presse[2]

## Радіо
- Nana FM[4]
- Radio Kara[4]
- Radio Lome[4]
- Radio Togolaise[4]
- Zephyr FM[4]

## Телебачення
- LCF
- Telesports TV[5]
- Télévision Togolaise[5]
- TV2[5]
- TV7[5]
- New World TV[6]
- Radio Télévision Delta Santé
- Télévision Espoir 47
- One TV